# Савидор, Менахем
Менахе́м Савидо́р (Ходоровский) (20 августа 1917, Бахмут, Екатеринославская губерния, Российская империя — 2 ноября 1988) — израильский военный и политический деятель. В АОИ — основатель и первый директор военной школы управления и организации, начальник отдела полиции и дисциплины. В ходе гражданской карьеры — генеральный директор Израильских железных дорог, член муниципального совета Тель-Авива, член кнессета двух созывов от партии «Ликуд» (председатель кнессета 10-го созыва).

## Биография
Менахем Ходоровский родился в украинском городе Бахмут. В 1922 году его семья перебралась в Белосток, в то время принадлежавший Польше. В Польше Менахем окончил среднюю школу в Замбруве, учился в Виленском университете. В 1939 году он иммигрировал в подмандатную Палестину.
С 1941 по 1946 год Ходоровский служил в британской армии. В частности, он был старшим переводчиком при командующем британскими оккупационными войсками в Австрии. В 1948 году вступил в ряды Армии обороны Израиля, где продолжал службу до 1953 года. Был основателем и первым директором Военной школы организации и управления, возглавлял отдел полиции и дисциплины. Демобилизовался в звании сган-алуфа (подполковника).
С 1953 года Ходоровский (фамилия которого была ивритизирована как Савидор) был членом Партии общих сионистов и впоследствии вместе с ней присоединялся к Либеральной партии и к блоку ГАХАЛ (в дальнейшем «Ликуд»). Также в 1953 году Савидор стал заместителем генерального директора министерства путей сообщения, а со следующего года — генеральным директором Израильских железных дорог; этот пост он занимал до 1964 года.
С 1964 по 1977 год Савидор занимал должности генерального директора различных частных и государственных компаний, в том числе Совета по экспорту цитрусовых, и председателя спортивного общества «Маккаби», а с 1969 по 1974 год входил в состав городского совета Тель-Авива, где возглавлял фракцию ГАХАЛ. В 1977 году он был избран от блока «Ликуд» в кнессет 9-го созыва. В кнессете он входил в состав комиссий по иностранным делам и безопасности, по алие и абсорбции, по экономике, по образованию, финансовой и законодательной комиссий и комиссии кнессета, а также возглавлял ряд подкомиссий, занимавшихся вопросами энергетики, торговли и транспорта. Он был также наблюдателем кнессета в Совете Европы. Будучи переизбран в кнессет 10-го созыва, Савидор стал в нём председателем, сменив другого представителя «Ликуда» — Ицхака Бермана, однако на выборах 1984 года потерял своё место в парламентском списке «Ликуда».

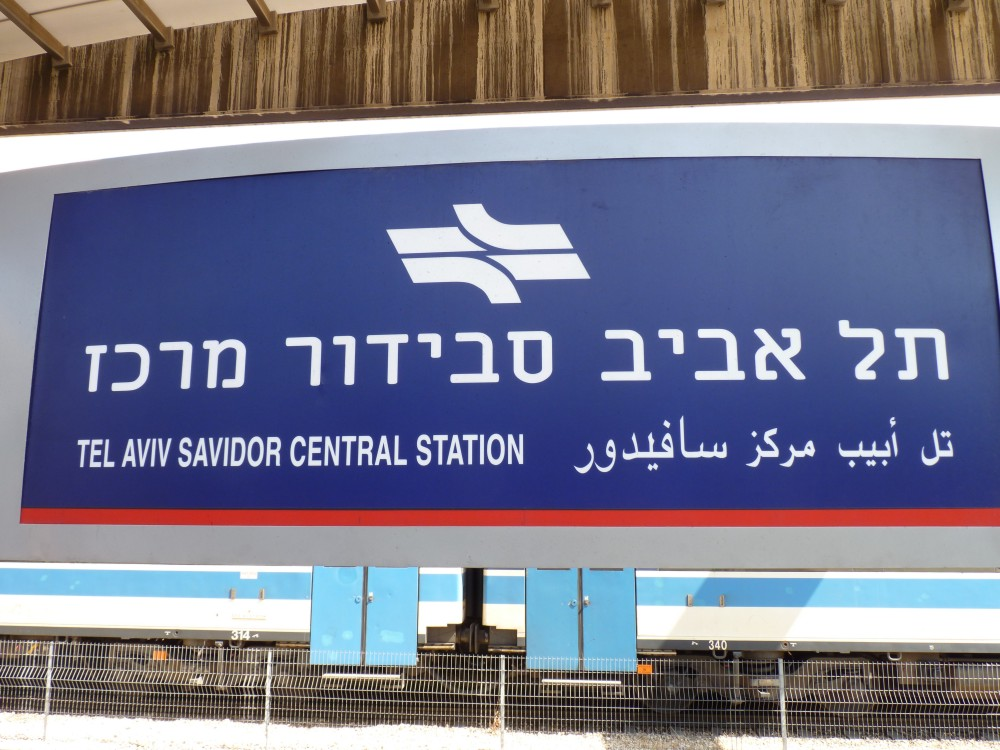
Знак при входе на железнодорожную станцию Савидор в Тель-Авиве

В 1985—86 годах Савидор возглавлял общественную комиссию по оздоровлению экономики, а в 1987 году был избран председателем фонда ЛИБИ (Фонд безопасности Израиля). Он также входил в совет директоров авиационного концерна IAI («Таасия авирит»). Менахем Савидор умер в 1988 году, через несколько месяцев после смерти своей жены Раи. Он похоронен на Национальном кладбище на горе Герцля в Иерусалиме.

## Увековечение памяти
Именем Менахема Савидора названы улицы в Нетании, Хайфе и Беэр-Шеве. Его имя также носит Центральная железнодорожная станция Тель-Авива.